# Les Filles de Illighadad
Les Filles de Illighadad es un grupo musical de mujeres tuareg nigerinas fundado por Fatou Seidi Ghali en Illighadad, un poblado del desierto del Sahara entre la región de Tahoua y Agadez, al suroeste de Níger. Se afirma que Ghali es la primera mujer tuareg que tocó la guitarra profesionalmente.

## Historia
Tradicionalmente, las mujeres tuareg tocan el tehardent, un laúd de punta utilizado en la música takamba, el imzad o violín tradicional y el tende, un tambor hecho con un mortero que da nombre a un estilo musical ancestral, pero no tocan la guitarra, que es un instrumento de reciente incorporación a la música tuareg reservado a los hombres.A pesar de que no está bien visto que las mujeres toquen la guitarra, Ghali aprendió y se convirtió en la primera mujer de su país en hacerlo. En 2014, Christopher Kirkley, del sello Sahel Sounds la vio en un vídeo casero junto a sus compañeras y viajó a Níger para conocerlas y ofrecerles la grabación de un disco. Tras el lanzamiento del primer álbum, al que dieron el nombre del grupo, hicieron una gira europea. Una de las componentes, Mariama Salah Aswan abandonó el grupo para formar una familia y fue sustituida por la segunda mujer guitarrista tuareg, Fatimata Ahmadelher. También incorporaron a Abdoulaye Madassane, guitarrista rítmico y único hombre del grupo y, en 2017, grabaron Eghass Malan y comenzaron a girar por el mundo.
En el otoño de 2019, realizaron un tour por Estados Unidos durante el que tocaron en Nueva Yorky Detroiten una formación de cuatro miembros compuesta por Ghali, Akirwini, Ahmadelher y Abdoulaye Madassane, en la guitarra rítmica. En 2021 vio la luz Les Filles de Illighadad at Pioneer Works una grabación en directo realizada en el centro de arte Pioneer Works en Red Hook, Brooklyn, en octubre de 2019 durante esta gira antes de la pandemia de COVID-19. del que se hicieron eco medios de comunicación como The New York Times'.
Desde sus inicios, han subido a escenarios de festivales como Primavera de Bourges en Francia, Festival Islámico de Mértola en Portugal, Veranos de la Villa de Madrid,Sydney Festival en Australia, Savannah Music Festival en Estados Unidos, Toronto's International Jazz Festival en Canadá y otros. En 2019 participaron en el título Soulan del disco Jdid del grupo de techno francés Acid Arab.
Suelen llevar dos repertorios, uno formado por canciones de tende dirigidas por el tambor que hablan de la vida cotidiana y otro con canciones de guitarra, instrumento que no forma parte de la tradición musical de su pueblo, y que hablan de amor. En las canciones de guitarra, el tende y la calabaza acompañan a la guitarrista/cantante. En las canciones de tende, la guitarra se desvanece en el fondo y la intérprete de tende canta.
Son miembros de Les Filles de Illighadad: Fatou Seidi Ghali (guitarra y tende), Alamnou Akrouni (voz y calabash), Fatimata Ahmadelher (guitarra) y Abdoulaye Madassane (bajo).

## Discografía
- Les Filles de Illighadad (Sahel Sounds, 2016)
- Eghass Malan (Sahel Sounds, 2017)
- Les Filles de Illighadad at Pioneer Works (Sahel Sounds, 2021)